# Schalldämmmaß von Türen
Die Schalldämmmaße von Türen beziehen sich meist auf den Labor- oder Prüfstandswert Rw,P. Im eingebauten Zustand werden, auf Grund von Schallnebenwegen und Montagetoleranzen, ca. 5 dB geringere Werte erzielt. Deshalb muss das bewertete Schalldämmmaß Rw,P (Messung im Prüfraum) um mindestens das Vorhaltemaß 5 dB bei Türen höher sein als der für den jeweiligen Verwendungszweck geforderte Rw,R-Wert.
Rw,R = Rw,P – 5 dB für Türen
Türen werden in verschiedene Schallschutzklassen unterteilt. Die Anforderungen bzw. Empfehlungen für bestimmte Nutzungsarten ergeben sich aus der DIN 4109 bzw. der VDI 4100.
| Schallschutzklasse (SSK) | Benennung | Bau-Schalldämmmaß R w,R | Prüf-Schalldämmmaß R w,P |
| ------------------------ | --- | ----------------------- | ------------------------ |
| 0                        | | min. 22 dB              | min. 27 dB               |
| 1                        | Türen, die von Hausfluren oder Treppenhäusern in Flure und Dielen von Wohnungen oder Arbeitsräumen führen           | min. 27 dB              | min. 32 dB               |
| 2                        | Türen zwischen Unterrichtsräumen oder ähnlichen Räumen und Fluren sowie für Hotels und Beherbergungsstätten.        | min. 32 dB              | min. 37 dB               |
| 3                        | Türen, die von Hausfluren oder Treppenhäusern unmittelbar in Wohnräume führen sowie für Behandlungsräume in Praxen. | min. 37 dB              | min. 42 dB               |
| 4                        | Sonderfälle | min. 42 dB              | min. 47 dB               |